# Sean Mackinnon
Sean Mackinnon (St. Catharines, Ontario, 24 de novembre de 1995) és un ciclista canadenc, professional des del 2017 i actualment a l'equip An Post-ChainReaction. Combina la carretera amb el ciclisme en pista.

## Palmarès en pista
- 2014
  -  Campió del Canadà en Persecució per equips
- 2015
  -  Campió del Canadà en Persecució per equips